# 양강 구강리 영모재
영모재는 대한민국 충청북도 영동군 양강면 구강리에 있다. 1997년 7월 4일 영동군의 향토유적 제69호로 지정되었다.

## 연혁과 특징
구례장씨 생원공(生員公) 계량(繼良), 후손 홍원공(洪原公), 진사공(進士公), 처사공(處士公), 호군공(護軍公), 판윤공(判尹公) 5파 자손이 1936년 7월에 중수였으며 영모재기와 중수기가 남아있다.

## 지정 사유
영모재는 구례장씨 입향조 재실로 영모재기, 중수기 등 건물 관련된 기록이 잘 남아있고 일부 부재를 교체하기는 하였으나 기존 목부재가 잘 보존되고 있어 향토유적으로 지정하여 보호하되 묘소는 석물이 원형이 남아있지 않은 것을 고려 지정범위에서 제외함이 타당하다.